# Stormyrtjärnen (Norsjö socken, Västerbotten, 722188-166575)
Stormyrtjärnen är en sjö i Norsjö kommun i Västerbotten och ingår i Skellefteälvens huvudavrinningsområde.